# Neponset
Neponset és una vila dels Estats Units a l'estat d'Illinois. Segons el cens del 2000 tenia 519 habitants.

## Demografia
Segons el cens del 2000, Neponset tenia 519 habitants, 200 habitatges, i 146 famílies. La densitat de població era de 192,7 habitants/km².
Dels 200 habitatges en un 28,5% hi vivien nens de menys de 18 anys, en un 63% hi vivien parelles casades, en un 6% dones solteres, i en un 27% no eren unitats familiars. En el 23% dels habitatges hi vivien persones soles el 12% de les quals corresponia a persones de 65 anys o més que vivien soles. El nombre mitjà de persones vivint en cada habitatge era de 2,6 i el nombre mitjà de persones que vivien en cada família era de 3,06.
Per edats la població es repartia de la següent manera: un 23,5% tenia menys de 18 anys, un 8,5% entre 18 i 24, un 26,2% entre 25 i 44, un 22,2% de 45 a 60 i un 19,7% 65 anys o més.
L'edat mediana era de 41 anys. Per cada 100 dones de 18 o més anys hi havia 99,5 homes.
La renda mediana per habitatge era de 38.750 $ i la renda mediana per família de 45.000 $. Els homes tenien una renda mediana de 30.139 $ mentre que les dones 17.969 $. La renda per capita de la població era de 19.846 $. Aproximadament el 8,6% de les famílies i l'11,9% de la població estaven per davall del llindar de pobresa.

## Poblacions properes
El següent diagrama mostra les poblacions més properes.